# 普拉斯秋基
50°16′43″N 34°39′33″E / 50.27861°N 34.65917°E
普拉斯秋基（烏克蘭語：Пластюки）是位於烏克蘭東北部的村莊，由蘇梅州奧赫特爾卡區的赫倫市鎮負責管轄。該村處於格倫河左岸，距離比達尼和赫尼利察1公里，海拔高度126米，2001年人口27。